# Operação Mamute
A Operação Mamute foi uma missão das forças especiais alemãs em 1943, parte do exército alemão, durante a Segunda Guerra mundial.
O objetivo da operação era a instrumentalização dos curdos pelos alemães contra o domínio britânico. O Tenente Gottfried Mueller, apoiado por dois soldados com experiência no Oriente, Friedrich Wilhelm Hoffmann e Georg Heinrich Adalbert Konieczny, e o curdo iraquiano Ramzi Nafi Agha foram encarregados de assegurar a ligação com Mehmud Berzincî na sala de operações de Kirkuk para realizar atos de sabotagem no campo petrolífero e uma campanha anti-britânica, para se preparar para a insurreição no sul do Curdistão. 
Mais dois grupos constituídos por especialistas em astronomia e deserto, estudiosos dos idiomas persa, árabe e turco, bem como os profissionais médicos para construir uma oferta civil deveriam seguir em frente, e, além de propaganda e a recuperação mental também estão começando uma espécie de construção da nação após o estabelecimento do primeiro grupo. Os alemães orientalistas, sobretudo Karl Hadank, o executor científico da proeminente e bem quista organização linguística do Império dos homens de Oskar estavam envolvidos, portanto, com antecedência desde 1917 e, especialmente, Werner Caskel, um funcionário yazid de Max von Oppenheim. Ramzi Nafi Agha, que tinha em seu caminho para a Alemanha sobre o Bósforo e os Balcãs vários contatos com a Inglaterra de políticos hostis do governo nacionalista de Rashid al-Gailani e agentes alemães em Istambul, reuniu-se tanto Hadank e Caskel na preparação do empreendimento.
Esta pedido já estava na diretiva de Adolf Hitler para a guerra de 23 de maio de 1941. "O movimento de libertação árabe é no Oriente Médio é nosso aliado natural contra a Inglaterra. Neste contexto, a pesquisa do Iraque é particularmente importante para reforçar sobre as fronteiras iraquianas das forças inimigas (Inglaterra no Oriente Médio), interrompe as conexões inglesas e desconectar as tropas britânicas e espaço de navegação britânica à custa de outros teatros de guerra ". 

## Implementação e consequências
A missão falhou no primeiro dia. As armas e os equipamentos foram perdidos durante o salto de pára-quedas e o grupo desembarcou 300 km de distância do alvo pretendido. 12 dias depois, os britânicos prenderam os agentes. Ramzi e os oficiais alemães foram capturados no cativeiro britânico no Iraque, torturados e sentenciados à morte. Os participantes alemães estavam em 1947 no campo militar britânico na Alemanha gasto e depois libertado. O Ramzi recebeu prisão perpétua, mas foi libertado da prisão em 1947 por doença mental; Ele morreu em 1949 em sua cidade natal de Erbil.[carece de fontes?]

## Significado histórico
A empresa não tinha nenhum significado militar mamute excelente para a Segunda Guerra Mundial, não menos importante também porque o Iraque não foi um dos pontos focais do evento. No entanto, é Ramzi Nafi, cuja família ainda na capital do Curdistão iraquiano (Erbil) pertence alta prestígio social, importante para a auto-imagem curda na região. Em Erbil uma rua foi nomeada em homenagem a ele e realizou aulas na Universidade de Salahadin local. Desde quando a Região Autónoma do Curdistão começou a ter um papel importante como uma âncora de estabilidade no Iraque e a luta contra as organizações terroristas islâmicas, essa dimensão histórica é relevante. Deve-se notar que, especialmente dentro da família Ramzis, ainda há uma atitude perceptível em relação à Inglaterra. No fundo foi como problema curdo historicamente evoluiu para um dos maiores desafios para a região transfronteiriça  enfrentados , como um todo.[carece de fontes?] O movimento do PKK também se manifestou como herdeiro legítimo do nacionalismo curdo exaltado do século XXI.